# Anacapa
Anacapa è una piccola isola vulcanica dell'arcipelago delle Channel Islands in California (USA), situata a circa 23 km dalle coste della Contea di Ventura, di cui fa parte.

## Geografia
L'isola è composta da tre isolotti, West, Middle e East Anacapa. Fa parte del Parco nazionale delle Channel Islands ed è la più piccola delle Northern Channel Islands. La popolazione è di 3 persone, secondo il censimento statunitense del 2000, che sono i ranger fissi del parco.
Il più alto punto sul livello del mare si chiama Summit Peak 2 e trova sulla West Anacapa e tocca i 283 metri. Sulla East Island si trova un arco naturale alto 12 metri, l'Arch Rock.

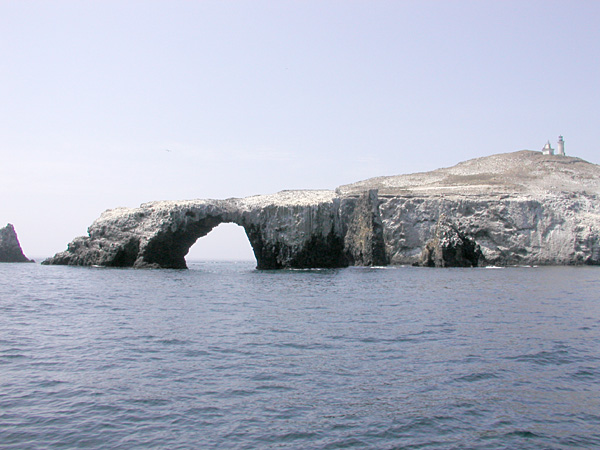
lArch Rock

## Storia
Anacapa è l'unica delle Channel Islands a non avere un nome di derivazione spagnola. Anacapa deriva, infatti, dalla parola eneepah, usata dalla tribù dei Chumash per indicare un'isola miraggio.
Nella notte del 2 dicembre 1853 un battello a vapore, il Winfield Scott, si schiantò contro le rocce della Middle Anacapa. Tutti i passeggeri rimasero illesi e furono recuperati dopo una settimana. Il 31 gennaio 2000 il volo Alaska Airlines 261 precipitò nelle acque vicino all'isola.
La United States Coast Guard ha costruito un piccolo faro nel 1912 e un faro nel 1932 (l'Anacapa Island Light). Questo è stato l'ultimo faro costruito dallo United States Lighthouse Service (Servizio di Fari degli Stati Uniti). Il faro è situato nella parte orientale dell'isola, all'entrata del Canale di Santa Barbara.

## Flora e fauna
Sull'isola erano presenti alcuni ratti (Rattus rattus) che erano stati portati dalle navi dei conquistatori. Questi animali hanno avuto effetti devastanti per gli uccelli marini dell'isola e per le altre specie, ma sono stati completamente sterminati nel 2001-2002. Dopo la scomparsa dei ratti, alcuni esemplari di urietta di Xantus (Synthliboramphus hypoleucus) sono ricomparsi in maniera notevole.
Un'altra specie invasiva dell'isola di Anacapa è la Carpobrotus edulis (della famiglia delle Aizoaceae). Questa pianta è nativa dell'Africa e fu trasportata negli anni cinquanta dalla United States Coast Guard per prevenire l'erosione costiera.